# Annus horribilis
Annus horribilis é uma frase proveniente do latim que, em sua tradução mais comumente usada, significa "ano horrível"; o dicionário de Cambridge define a frase como sendo "um ano de eventos extremamente ruins". Visto sob uma perspectiva histórica, a frase annus horribilis foi utilizada pela primeira vez em 1891 em uma publicação anglicana para descrever 1870, o ano em que a Igreja Católica Romana definiu o dogma da Infalibilidade papal.
O ano de 2017 é considerado o annus horribilis do Brasil, quando se foi registrado um número recorde de casos de mortes violentas, com um acréscimo de 50% na média nacional causado por uma crise política, trabalhista e econômica e pela péssima situação da segurança interna durante o Governo Temer,[parcial?] resultando em um aumento significativo do número de assassinatos e de outros crimes, chegando ao nível de policiais militares sofrerem com a violência urbana. Apenas nesse ano, o Brasil alcançou a caótica marca de 63.880 homicídios, ou seja, 175 pessoas assassinadas por dia, e uma taxa de 31.6 mortes para cada 100 mil habitantes, uma das mais altas taxas de homicídios intencionais do mundo.
O ano de 2020 também foi amplamente apontado como um annus horribilis para todo o mundo, principalmente devido aos agravos desencadeados pela pandemia do COVID-19, que começou no final de 2019 e se espalhou rapidamente pelo mundo no início de 2020.